# Корчовий Василь Іванович
Василь Іванович Корчови́й (нар. 23 травня 1962, Божиківці) — український скульптор і живописець; член Спілки радянських художників України з 1989 року. Чоловік музикознавиці Олени Корчової.

## Біографія
Народився 23 травня 1962 року в селі Божківцях (нині Хмельницький район Хмельницької області, Україна). У 1989 році закінчив скульптурний факультет Київського державного художнього інституту (викладачі: Макар Вронський, Володимир Чепелик, Віктор Сухенко); у 1995 році закінчив асистентуру-стажування (керівник Василь Бородай).
Живе у Києві.

## Творчість
Працює у галузях станкової і монументальної реалістичної скульптури; займається різьбленням на дереві, інтер'єрними та архітектурними проектами, портретним і пейзажним живописом. Використовує збручанський вапняк, пісковик, бронзу, мармур, граніт. Серед робіт:
- фонтан «Дракон» (2000; граніт);
- пам'ятник Григорію Сковороді (2009, Хмельницький);
- різьблення «Гетьманський трон» (1998);
- інтер'єри Верховного Суду України (1999);

скульптура
- «Дана» (1992);
- «Ярило» (1994; пластилін);
- «Орфей»(1997, Національна філармонія України; мармур);
- «Евридіка» (1997, Національна філармонія України);
- фонтан «Амур із лірою» (1997, Національна філармонія України);
- «Оголена» (1998);
- «Та, яка сидить» (1998);
- «Клоун» (1998; бронза);
- «Деметра» (2000; вапняк);
- «Купальниця» (2001; мармур);
- «Жива» (2002; бронза);
- «Портрет» (2004);
- «Вакханка» (2005);
- «Літо» (2005);
- «Торс архаїчний» (2007);
- «Натура» (2007);
- «Вівтар Діоніса» (2007; пісковик).

живопис
- «Д. Мазаненко» (2001);
- «Дружина» (2006);
- «Великий Кримський каньйон» (2007);
- «Латаття» (2009).

Брав участь у всеукраїнських мистецьких виставках з 1990-х років. Персональні виставки пройшли у Києві у 2005 році, Львові у 2008 році, Хмельницькому у 2009 році.
Деякі роботи митця зберігаються в Національному музеї у Львові, Музеї Полтавської битви, Хмельницькому художньому музеї.
У серпні 2023 року демонстрація скульптури «Впевнена» у Стрийському парку Львова викликала дискусії — частина львів'ян оцінила її як «огидну» через надлишкову пишність форм та відсутність одягу, натомість окремі мистецтвознавці звинуватили львів'ян у консервативності та травмованості. Конфлікт було підігріто спробою знищення фігури невідомими особами.

## Відзнаки
- Володар Гран-прі Всеукраїнської триєнале «Скульптура-2005»;
- Переможець конкурсу Київської організации Національної спілки художників України імені Михайла Лисенка «Скульптура року» за 2007 та 2009 роки[2];
- Заслужений художник України з 2013 року.